# 饒穎奇
饒穎奇（1934年11月5日—）是中國國民黨籍的臺灣政治人物，臺東縣出身，曾擔任立法院副院長、立法委員、馬英九政府時期總統府資政等要職。其長女為現任臺東縣縣長饒慶鈴。

## 早年
昭和9年（1934年）出生於新竹州竹南郡頭分庄（今苗栗縣頭份市）。在他5歲（大約1939年）時，父母親帶著他與兩個姐姐，在臺北停留一個月後，全家先遷移到也有很多西部客家居民的花蓮縣鳳林鎮，後來輾轉搬到了富里，最後在臺東縣初鹿定居。
一家人剛到初鹿時原本住在初鹿後山約500公尺高的地方，而在他7歲（約1941年）左右，父親也將祖母從苗栗接至初鹿照顧，全家族幾乎都到了初鹿。當時以開墾土地、務農為生，父親在日治時期曾擔任開墾工人的工頭，後來種甘蔗、花生、番薯。

## 其他經歷
- 2001年獲頒國立臺北大學第一屆傑出校友。
- 2016年11月11日，饒穎奇赴北京出席「紀念孫中山先生150年誕辰紀念大會」[2][3]。

## 選舉紀錄
| 年度 | 選舉屆數                     | 選舉區             | 所屬政黨   | 得票數    | 得票率 | 當選標記 | 備註 |
| ---- | ---------------------------- | ------------------ | ---------- | --------- | ------ | -------- | ---- |
| 1980 | 第一屆立法委員第三次增額選舉 | 臺灣省第六選舉區   | 中國國民黨 | 40,772    | 28.81% |          |      |
| 1983 | 第一屆立法委員第四次增額選舉 | 臺灣省第六選舉區   | 中國國民黨 | 52,264    | 39.91% |          |      |
| 1986 | 第一屆立法委員第五次增額選舉 | 臺灣省第六選舉區   | 中國國民黨 |           |        |          |      |
| 1989 | 第一屆立法委員第六次增額選舉 | 臺灣省第十四選舉區 | 中國國民黨 | 30,597    | 61.18% |          |      |
| 1992 | 第二屆立法委員選舉           | 臺東縣選舉區       | 中國國民黨 | 35,657    | 52.85% |          |      |
| 1995 | 第三屆立法委員選舉           | 臺東縣選舉區       | 中國國民黨 | 28,999    | 41.94% |          |      |
| 1998 | 第四屆立法委員選舉           | 全國不分區選舉區   | 中國國民黨 | 4,659,679 | 46.4%  |          |      |
| 2001 | 第五屆立法委員選舉           | 全國不分區選舉區   | 中國國民黨 | 2,949,371 | 28.6%  |          |      |

## 家族
饒穎奇長女饒慶鈴為現任臺東縣縣長（第13任），次女饒慶鈺從事外交工作，曾任外交部歐洲司西歐科科長，現任新北市政府秘書處處長。

## 外部連結
- 立法院全球資訊網－立法委員－饒穎奇委員簡介 （页面存档备份，存于）
- 立法院全球資訊網－立法委員－饒穎奇委員簡介 （页面存档备份，存于）
- 立法院全球資訊網－立法委員－饒穎奇委員簡介 （页面存档备份，存于）
- 立法院全球資訊網－立法委員－饒穎奇委員簡介 （页面存档备份，存于）
- 立法院全球資訊網－立法委員－饒穎奇委員簡介 （页面存档备份，存于）

| 中華民國政府職務 | 中華民國政府職務                               | 中華民國政府職務 |
| ---------------- | ---------------------------------------------- | ---------------- |
| 立法院           |                                                |                  |
| 前任： 王金平    | 立法院副院長 第四屆 1999年2月1日－2002年2月1日 | 繼任： 江丙坤    |